# Eppu Nuotio
Eppu Nuotio, född Eija-Riitta Silvennoinen, 13 februari 1962 i Idensalmi, Finland, är en finländsk skådespelerska, författare och kolumnist.
Hon är gift med den finländska teaterregissören Kurt Nuotio (född 1939), tillsammans har de tre barn.